# Парламентські вибори в Турецькій Республіці Північного Кіпру (2022)
23 січня 2022 року на Північному Кіпрі відбулися позачергові парламентські вибори. Перед виборами уряд очолив прем'єр-міністр Фаїз Суджуоглу з Партії національної єдності (UBP). Кабінет міністрів Суджуоглу був сформований у листопаді 2021 року і був коаліційним урядом меншості Партії національної єдності (UBP) і Демократичної партії (DP). Він функціонував як тимчасовий уряд до позачергових виборів.
Партія національної єдності здобула 24 місця, на три більше у порівнянні з попередніми виборами 2018 року. Головна опозиційна партія, Республіканська турецька партія, здобула 18 місць, на шість місць більші. Демократична партія та Народна партія здобули по три місця, а партія Відродження — два. Громадська демократична партія втратила всі місця, які мала.

## Виборча система
П'ятдесять членів Асамблеї обираються за пропорційною системою у шести багатомандатних округахб де виборчий поріг становить 5 %. Виборці можуть голосувати за партійні списки або окремих кандидатів. Якщо вони обрали останнє, можуть віддати стільки ж голосів, скільки місць в окрузі.

## Вибори
|         |                                 |           |       |       |     |
| Партія  | Партія                          | Голосів   | %     | Місць | +/– |
|         | Партія національної єдності     | 2,025,768 | 39.61 | 24    | ▲ 3 |
|         | Республіканська турецька партія | 1,631,758 | 31.91 | 18    | ▲ 6 |
|         | Демократичної партії            | 379,658   | 7.42  | 3     | ▼ 3 |
|         | Народна партія                  | 342,263   | 6.69  | 3     | ▲ 6 |
|         | партія Відродження              | 329,497   | 6.44  | 2     | ▼ 2 |
|         | Громадська демократична партія  | 225,218   | 4.40  | 0     | ▼ 3 |
| Загалом | Загалом                         | 5,113,684 | 100   | 50    | -   |

## Формування уряду
8 лютого президент Ерсин Татар дав завдання Фаїзу Суджуогл сформувати уряд, на що у нього було п'ятнадцять днів. 19 лютого Суджуогл заявив, що було досягнуто домовленості про формування коаліційного уряду UBP–DP–YDP. Уряд складатиметься з восьми міністрів від UBP, тоді як DP і YDP матимуть по одному. 21 лютого він представив президенту свій список міністрів.
3 березня Асамблея затвердила уряд 29 голосами проти 20 при відсутності одного члена CTP.